# Erich Ziegel

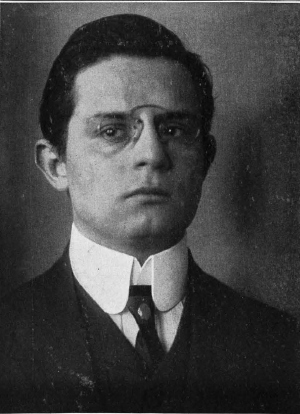
Erich Ziegel, 1907

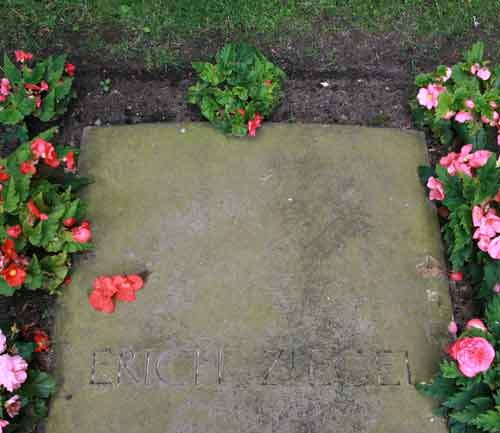
Die Grabstätte von Erich Ziegel auf dem Friedhof Ohlsdorf in Hamburg

Erich Ziegel (* 26. August 1876 in Schwerin an der Warthe, Deutsches Kaiserreich; † 30. November 1950 in München) war ein deutscher Schauspieler, Regisseur, Intendant und Bühnenautor.

## Leben
Erich Ziegel begann seine Bühnenlaufbahn 1894 nach einer abgebrochenen Buchhändler-Lehre mit achtzehn Jahren als Schauspieler in Meiningen. Später spielte er in Lübeck und Breslau. Dort leitete er von 1906  bis 1909 ein Literarisches Sommertheater.
1911 gründete er die Münchner Kammerspiele, die er bis 1916 leitete. Von München ging er als Regisseur nach Hamburg ans Thalia Theater. In Hamburg gründete er  1918 die Hamburger Kammerspiele, die er rasch zu einem der wichtigsten und bedeutendsten deutschsprachigen Theater der 1920er Jahre machte. Ziegel förderte durch hervorragende Inszenierungen das zeitnahe Drama (Strindberg, Schnitzler, Wedekind, Ibsen). 
Unter Ziegels Leitung waren die Hamburger Kammerspiele ein Sammelbecken junger von ihm geförderter Talente. Etliche Schauspieler und Regisseure begannen durch ihn oder bei ihm ihre Karrieren, unter anderem Axel von Ambesser, Anneliese Born, Wolf von Beneckendorff, Josef Dahmen, Erich Engel, Rudolf Fernau, Ernst Fritz Fürbringer, Gustaf Gründgens, Wolfgang Heinz, Ruth Hellberg, Werner Hinz, Paul Kemp, Fritz Kortner, Victor de Kowa, Elisabeth Lennartz, Maria Loja, Ferdinand Marian, Erika Meingast, Hubert von Meyerinck, Hans Nielsen, Hans Otto, Leo Reuss, Hans Hermann Schaufuß, Albrecht Schönhals, Carl-Heinz Schroth, Ellen Schwanneke, Hans Stiebner und Gusti Wolf.
Von 1926 bis 1928 leitete Ziegel zusätzlich das Deutsche Schauspielhaus und von 1932 bis 1934 das Hamburger Thalia Theater.
1934 versuchte er, seiner jüdischen Ehefrau, der Schauspielerin Mirjam Horwitz, zuliebe einen weiteren Neuanfang in Wien. Da er mit der österreichischen Mentalität nicht klarkam, scheiterte das Unternehmen kläglich. Daraufhin engagierte ihn sein früherer Hamburger Star Gustaf Gründgens, der nun das Preußische Staatstheater in Berlin leitete, als Schauspieler, Regisseur und Dramaturg an seinem Haus mit einer Sondergenehmigung und sorgte auch für den Schutz von Ziegels Ehefrau.
Er war auch in verschiedenen Spielfilmen zu sehen, wie zum Beispiel 1936 in Moskau – Shanghai. Er stand 1944 in der Gottbegnadeten-Liste des Reichsministeriums für Volksaufklärung und Propaganda.
Nach dem Krieg trat Erich Ziegel nur noch selten vor die Kamera. Zu seinen letzten Engagements beim Film zählen Der Prozeß (1948), Der Engel mit der Posaune (1948), Mein Freund Leopold (1949) und Dämonische Liebe (1951). 
Seine letzte Ruhe fand er zusammen mit seiner Gattin auf dem Friedhof Ohlsdorf in Hamburg.
Im Hamburger Stadtteil Steilshoop ist der Erich-Ziegel-Ring nach ihm benannt.

## Filmografie
- 1920: Colombine. Die Braut des Apachen – Vera-Filmwerke
- 1920: Der Staatsanwalt – Vera-Filmwerke
- 1921: Liebestaumel – Vera-Filmwerke
- 1921: Ebbe und Flut – Vera-Filmwerke
- 1921: Banditen im Frack – Vera-Filmwerke
- 1921: Die rote Nacht – Vera-Filmwerke
- 1936: Moskau – Shanghai
- 1937: Land der Liebe
- 1937: Unter Ausschluß der Öffentlichkeit
- 1937: Zu neuen Ufern
- 1937: Die Warschauer Zitadelle
- 1937: Daphne und der Diplomat
- 1938: Ein Lied von Liebe
- 1938: Der Berg ruft
- 1938: Der Maulkorb
- 1938: Heimat
- 1938: Der Fall Deruga
- 1938: Kautschuk
- 1938: Tanz auf dem Vulkan
- 1938: Sergeant Berry
- 1939: Männer müssen so sein
- 1939: Umwege zum Glück
- 1939: Johannisfeuer
- 1939: Wir tanzen um die Welt
- 1940: Weltrekord im Seitensprung
- 1940: Angelika
- 1940: Bismarck
- 1941: Am Abend auf der Heide
- 1941: Auf Wiedersehn, Franziska
- 1941: Sechs Tage Heimaturlaub
- 1941: Jenny und der Herr im Frack
- 1942: Mit den Augen einer Frau
- 1943: Damals
- 1943: Kollege kommt gleich
- 1944: Ein schöner Tag
- 1944: Um neun kommt Harald
- 1944: Die Degenhardts
- 1947: Triumph der Liebe
- 1947: Das unsterbliche Antlitz
- 1948: Der Prozeß
- 1948: Gottes Engel sind überall
- 1948: Arlbergexpreß
- 1948: Der Engel mit der Posaune
- 1949: Mein Freund Leopold (Mein Freund, der nicht nein sagen kann)
- 1951: Dämonische Liebe

## Hörspiele
- 1949: Der fliegende Geheimrat (Der Geheimrat)
- 1950: Kapitän Brassbounds Bekehrung (Sir Howard Hallam)
- 1950: Prinz Friedrich von Homburg